# GRIN3B
GRIN3B‏ (Glutamate ionotropic receptor NMDA type subunit 3B) هوَ بروتين يُشَفر بواسطة جين GRIN3B في الإنسان.